# Burg Bindstein
Die Burg Bindstein oder Binstein ist der Rest einer abgegangenen hochmittelalterlichen Spornburg auf der Gemarkung von Herbrechtingen im Landkreis Heidenheim in Baden-Württemberg.

## Geographische Lage
Der heutige Burgstall liegt etwa 2600 Meter südwestlich der Stadt Herbrechtingen im Tal der Brenz, unmittelbar gegenüber dem Hof bzw. der Mühle Bindstein im Eselsburger Tal. Die frühere Burg hatte wahrscheinlich nur aus einem Wohnturm bestanden und hatte sich einst auf einem spitzen 490 m ü. NN hohen Felsturm, dem frei zugänglichen Fischerfelsen, befunden. Von der kleinen Burg sind heute nur noch geringe Mauerreste erhalten.

## Geschichte

Wappen der Herren von Bindstein nach Gustav Adelbert Seyler (1911)

Die Burg, die wohl während des 12. Jahrhunderts erbaut worden war, diente einst als Stammsitz der Herren von Bindstein, die vermutlich niederadeligen Standes waren. Zur Burg gehörte auch ein Burgweiler im Tal, von dem heute nur noch eine Mühle zeugt, die noch den einstigen Burgnamen trägt.
1171 taucht erstmals der Name "Binstein" für Burg und Burgweiler in einer Urkunde auf, in der Kaiser Friedrich I. Barbarossa das zuvor gekaufte Lehen in Bindstein an das Kloster Herbrechtingen übertrug. Lehensinhaber war zu dieser Zeit ein Adliger namens Sefrid (Siegfried).
Die nächste Nachricht über Bynstain stammt aus der Zeit, zu der die Burg schon nicht mehr bestand, 1537 wurde der Weiler mit zwei baufälligen Häusern samt Stadel, Gärten, Äcker, Wiesen und Fischwasser nach dem Tode des letzten Inhabers Klaus von Bindstein vom Kloster nicht mehr weiter verliehen. Da die Burg bei der Nennung nicht mehr eigens erwähnt wurde, war sie wohl schon abgegangen, nach Günter Schmitt schon vor 1390. Die Siedlung bestand noch länger, sie wurde erst nach 1933 aufgegeben und abgebrochen, bis 1940 stand am Fuß des Burgfelsens noch eine Fischerhütte, von der der Fels seinen heutigen Namen bekam.
Während des 15. und des 16. Jahrhunderts sind Nachkommen der Bindsteiner in Herbrechtingen als Bürger oder Bauern nachweisbar.